# Arthur Mackley
Arthur Mackley (3 de julho de 1865 – 21 de dezembro de 1926) foi um ator e diretor da era do cinema mudo. Ele atuou em 151 filmes entre 1910 e 1925. Ele frequentemente assumiu o papel de um xerife em vários filmes Westerns, ganhando o apelido de "xerife" Mackley. Ele também dirigiu 64 filmes entre 1911 e 1915, lançando 26 para Reliance-Mutual.
Ele nasceu em Portsmouth, Hampshire, Inglaterra e morreu em Los Angeles, Califórnia, Estados Unidos.

## Filmografia selecionada
- Alkali Ike's Auto (1911)
- Across the Plains (1911)
- The Crow (1919)
- The Sheriff's Oath (1920)
- Devil Dog Dawson (1921)
- Shootin' for Love (1923)